# Liguilla Pre-Sudamericana 2002 (Chile)
La Liguilla Pre-Sudamericana 2002 fue la 1ª versión de la Liguilla Pre-Sudamericana, torneo clasificatorio para la Copa Sudamericana de dicho año, organizado por la Asociación Nacional de Fútbol Profesional desarrollado en el receso producido entre la finalización del torneo de Apertura y el comienzo del torneo de Clausura. Solo participaron los clubes de la Primera División de Chile. Los ganadores de esta edición fueron Cobreloa y Santiago Wanderers, que derrotaron a Universidad Católica y Coquimbo Unido, respectivamente, en la llaves finales.

## Programación
| Fase    | Día                       |
| ------- | ------------------------- |
| 1       | 14 y 15 de agosto de 2002 |
| 2       | 20 de agosto de 2002      |
| Finales | 28 de agosto de 2002      |

## Resultados
Primera fase (Octavos de final)
| Local                | Visitante            | Marcador      |
| -------------------- | -------------------- | ------------- |
| Audax Italiano       | Santiago Morning     | 0-1           |
| Cobreloa             | Cobresal             | 3-0           |
| Unión San Felipe     | Deportes Temuco      | 5-0           |
| Universidad Católica | Unión Española       | 4-2           |
| Colo-Colo            | Coquimbo Unido       | 1-2           |
| Santiago Wanderers   | Palestino            | 2-1           |
| Deportes Concepción  | Universidad de Chile | 2-2 (5-4 pen) |
| Rangers              | Huachipato           | 3-2           |

Segunda fase (Cuartos de final)
| Local                | Visitante          | Marcador |
| -------------------- | ------------------ | -------- |
| Coquimbo Unido       | Santiago Morning   | 2-0      |
| Deportes Concepción  | Santiago Wanderers | 0-1      |
| Cobreloa             | Rangers            | 3-0      |
| Universidad Católica | Unión San Felipe   | 1-0      |

Finales
| Local                | Visitante          | Marcador |
| -------------------- | ------------------ | -------- |
| Coquimbo Unido       | Santiago Wanderers | 1-4      |
| Universidad Católica | Cobreloa           | 2-3      |

## Finales
| 28 de agosto de 2002 | Coquimbo Unido | 1:1 (1:0) (0:3 t. s.) | Santiago Wanderers                                 | Estadio Francisco Sánchez Rumoroso, Coquimbo |  |
|                      | Olivares 1'    | Reporte               | Sanhueza 80' · Fernández 103', 116' · Riveros 111' |                                              |  |

| 28 de agosto de 2002 | Universidad Católica | 2:3 (1:0) | Cobreloa                                 | Estadio San Carlos de Apoquindo, Santiago             |                                                       |
|                      | Gabrich 9', 89'      | Reporte   | Fuentes 49' · Madrid 71' · Dinamarca 88' | Asistencia: 7.000 espectadores Árbitro(s): Guido Aros | Asistencia: 7.000 espectadores Árbitro(s): Guido Aros |

Santiago Wanderers y Cobreloa ganaron la Liguilla y clasificaron a Copa Sudamericana 2002.